# Curling-Weltmeisterschaft der Herren 2016
Die Curling-Weltmeisterschaft der Herren 2016 fand vom 2. bis 10. April 2016 in Basel statt. Austragungsort war die St. Jakobshalle.

## Qualifikation
Die folgenden Nationen qualifizierten sich für eine Teilnahme an den Curling-Weltmeisterschaften der Herren 2016:
- Schweiz (ausrichtende Nation)
- zwei Teams aus der Amerika-Zone
  -  Kanada
  -  Vereinigte Staaten
- sieben Teams der Curling-Europameisterschaft 2015
  -  Dänemark
  -  Deutschland
  -  Finnland
  -  Norwegen
  -  Russland
  -  Schottland
  -  Schweden
- die zwei besten Teams der  Curling-Pazifik-Asienmeisterschaft 2015
  -  Japan
  -  Südkorea

## Teams
| Dänemark | Deutschland | Finnland |
| --- | --- | --- |
| Hvidovre Curling Club, Hvidovre Skip: Rasmus Stjerne Third: Johnny Frederiksen Second: Mikkel Poulsen Lead: Troels Harry Ersatz: Oliver Dupont | Baden Hills G&CC, Rheinmünster Skip: Alexander Baumann Third: Manuel Walter Second: Marc Muskatewitz Lead: Sebastian Schweizer Ersatz: Daniel Rothballer | Kisakallio CC, Lohja Skip: Aku Kauste Third: Kasper Hakunti Second: Pauli Jäämies Lead: Janne Pitko Ersatz: Kalle Kiiskinen             |
| Japan | Kanada | Norwegen |
| Karuizawa CC, Karuizawa Skip: Yūsuke Morozumi Third: Tetsurō Shimizu Second: Tsuyoshi Yamaguchi Lead: Kōsuke Morozumi Ersatz: Yasumasa Tanida  | The Glencoe Club, Calgary Skip: Kevin Koe Third: Marc Kennedy Second: Brent Laing Lead: Ben Hebert Ersatz: Scott Pfeifer                                 | Snarøen CC, Oslo Skip: Thomas Ulsrud Third: Torger Nergård Second: Christoffer Svae Lead: Håvard Petersson Ersatz: Markus Høiberg       |
| Südkorea | Russland | Schottland |
| Gangwon Curling, Gangwon-do Skip: Kim Soo-hyuk Third: Kim Tae-hwan Second: Park Jong-duk Lead: Nam Yoon-ho Ersatz: Yoo Min-hyeon               | Adamant CC, Sankt Petersburg Skip: Alexei Zeloussow Third: Artjom Schmakow Second: Roman Kutosow Lead: Alexei Timofejew Ersatz: Aleksandr Kosyrew        | Curl Aberdeen, Aberdeen Skip: Tom Brewster Third: Glen Muirhead Second: Ross Paterson Lead: Hammy McMillan junior Ersatz: Scott Andrews |
| Schweden | Schweiz | Vereinigte Staaten |
| Karlstads CK, Karlstad Skip: Niklas Edin Third: Oskar Eriksson Second: Kristian Lindström Lead: Christoffer Sundgren Ersatz: Henrik Leek       | CC Adelboden, Adelboden Skip: Sven Michel Third: Marc Pfister Second: Enrico Pfister Lead: Simon Gempeler Ersatz: Raphael Märki                          | Duluth CC, Duluth Skip: John Shuster Third: Tyler George Second: Matt Hamilton Lead: John Landsteiner Ersatz: Kroy Nernberger           |

## Round Robin
| Schlüssel | Schlüssel                     |
| --------- | ----------------------------- |
|           | Qualifiziert für die Playoffs |

| Rang | Team               | Skip              | W  | L  | PF | PA | Ends Gewonnen | Ends Verloren | Punktlose Ends | Gestohlene Ends | Treffer % |
| ---- | ------------------ | ----------------- | -- | -- | -- | -- | ------------- | ------------- | -------------- | --------------- | --------- |
| 1    | Kanada             | Kevin Koe         | 10 | 1  | 81 | 42 | 47            | 29            | 23             | 12              | 88 %      |
| 2    | Dänemark           | Rasmus Stjerne    | 8  | 3  | 82 | 56 | 50            | 36            | 15             | 13              | 84 %      |
| 3    | Japan              | Yosuke Morozumi   | 8  | 3  | 69 | 59 | 40            | 39            | 18             | 6               | 85 %      |
| 4    | Vereinigte Staaten | John Shuster      | 8  | 3  | 81 | 67 | 47            | 44            | 11             | 9               | 83 %      |
| 5    | Norwegen           | Thomas Ulsrud     | 7  | 4  | 70 | 56 | 42            | 41            | 16             | 8               | 85 %      |
| 6    | Schweden           | Niklas Edin       | 6  | 5  | 64 | 60 | 44            | 40            | 19             | 9               | 86 %      |
| 7    | Schottland         | Tom Brewster      | 5  | 6  | 66 | 60 | 39            | 36            | 33             | 7               | 86 %      |
| 8    | Finnland           | Aku Kauste        | 5  | 6  | 67 | 64 | 46            | 38            | 11             | 11              | 82 %      |
| 9    | Schweiz            | Sven Michel       | 4  | 7  | 67 | 74 | 39            | 45            | 17             | 6               | 81 %      |
| 10   | Russland           | Alexei Zeloussow  | 2  | 9  | 43 | 83 | 31            | 46            | 16             | 4               | 78 %      |
| 11   | Südkorea           | Kim Soo-hyuk      | 2  | 9  | 57 | 86 | 36            | 52            | 12             | 3               | 79 %      |
| 12   | Deutschland        | Alexander Baumann | 1  | 10 | 40 | 80 | 29            | 44            | 19             | 3               | 77 %      |

## Playoffs
|  | Page-Playoffs | Page-Playoffs      | Page-Playoffs      |   |          | Halbfinale | Halbfinale | Halbfinale |          |   | Finale | Finale | Finale |
|  |               |                    |                    |   |          |            |            |            |          |   |        |        |        |
|  | 1             | Kanada             | 5                  |   |          |            |            |            |          |   |        |        |        |
|  | 2             | Dänemark           | 3                  |   |          |            |            |            |          | 1 | Kanada | 5      |        |
|  | 2             | Dänemark           | 3                  | 2 | Dänemark | 9          |            |            |          | 1 | Kanada | 5      |        |
|  |               |                    |                    | 2 | Dänemark | 9          |            | 2          | Dänemark | 3 |        |        |        |
|  |               | 4                  | Vereinigte Staaten | 3 |          |            |            | 2          | Dänemark | 3 |        |        |        |
|  | 3             | 4                  | Vereinigte Staaten | 3 | Japan    | 4          |            |            |          |   |        |        |        |
|  | 3             |                    |                    |   | Japan    | 4          |            |            |          |   |        |        |        |
|  | 4             | Vereinigte Staaten | 5                  |   |          |            |            |            |          |   |        |        |        |

### 1. gegen 2.
Freitag, 8. April, 19.00 Uhr
| Team     |    | 1 | 2 | 3 | 4 | 5 | 6 | 7 | 8 | 9 | 10 | Gesamt |
| -------- | -- | - | - | - | - | - | - | - | - | - | -- | ------ |
| Kanada   | 🔨 | 1 | 0 | 1 | 0 | 0 | 0 | 3 | 0 | 0 | X  | 5      |
| Dänemark |    | 0 | 1 | 0 | 0 | 1 | 0 | 0 | 0 | 1 | X  | 3      |

### 3. gegen 4.
Samstag, 9. April, 14:00
| Team               |    | 1 | 2 | 3 | 4 | 5 | 6 | 7 | 8 | 9 | 10 | Gesamt |
| ------------------ | -- | - | - | - | - | - | - | - | - | - | -- | ------ |
| Japan              | 🔨 | 0 | 1 | 1 | 0 | 0 | 1 | 0 | 0 | 1 | 0  | 4      |
| Vereinigte Staaten |    | 1 | 0 | 0 | 0 | 0 | 0 | 0 | 3 | 0 | 1  | 5      |

### Halbfinale
Samstag, 9. April, 19:00
| Team               |    | 1 | 2 | 3 | 4 | 5 | 6 | 7 | 8 | 9 | 10 | Gesamt |
| ------------------ | -- | - | - | - | - | - | - | - | - | - | -- | ------ |
| Dänemark           | 🔨 | 2 | 0 | 3 | 0 | 3 | 0 | 0 | 1 | X | X  | 9      |
| Vereinigte Staaten |    | 0 | 0 | 0 | 2 | 0 | 0 | 1 | 0 | X | X  | 3      |

### Spiel um Platz 3
Sonntag, 10. April, 10.00 Uhr
| Team               |    | 1 | 2 | 3 | 4 | 5 | 6 | 7 | 8 | 9 | 10 | Gesamt |
| ------------------ | -- | - | - | - | - | - | - | - | - | - | -- | ------ |
| Japan              |    | 0 | 0 | 2 | 0 | 2 | 0 | 2 | 0 | 0 | 0  | 6      |
| Vereinigte Staaten | 🔨 | 3 | 1 | 0 | 1 | 0 | 1 | 0 | 1 | 0 | 1  | 8      |

### Finale
Sonntag, 10. April, 15:00
| Team     |    | 1 | 2 | 3 | 4 | 5 | 6 | 7 | 8 | 9 | 10 | Gesamt |
| -------- | -- | - | - | - | - | - | - | - | - | - | -- | ------ |
| Kanada   | 🔨 | 1 | 0 | 0 | 0 | 2 | 0 | 0 | 0 | 2 | X  | 5      |
| Dänemark |    | 0 | 0 | 2 | 0 | 0 | 1 | 0 | 0 | 0 | X  | 3      |